# Гражданская война в Афганистане
Гражданская война в Афганистане — серия вооружённых конфликтов в ходе борьбы за политическую власть в Афганистане, продолжающихся с конца 1970-х годов. Война началась 27 апреля 1978 года, когда Народно-демократическая партия Афганистана (НДПА) пришла к власти в результате военного переворота, известного как Апрельская революция. Считается одной из самых продолжительных гражданских войн на данный момент.

## Хронология
В историографии Афганская война подразделяется на следующие этапы:
- Гражданская война в Афганистане (1978—1979), в ходе которой пришедшему к власти в результате Апрельской революции коммунистическому правительству противостояли группировки оппозиции.
- Афганская война (1979—1989), продолжение предшествующего этапа, ознаменованное присутствием в стране контингента советских войск, введённого для поддержки просоветского режима, и широкой интернационализацией конфликта; помощь афганским моджахедам оказывали США, Пакистан и ряд других государств.
- Гражданская война в Афганистане (1989—1992), третий этап военных действий, в ходе которого после вывода советских войск правительственная армия при материальной поддержке СССР и при участии советских военных советников сражалась против вооружённой оппозиции, также по-прежнему поддерживаемой из-за рубежа.
- Гражданская война в Афганистане (1992—1996), конфликт между победившими в результате третьего этапа войны группировками оппозиции и полевыми командирами, стремившимися к установлению в стране исламского эмирата.
- Гражданская война в Афганистане (1996—2001), конфликт между коалицией полевых командиров, носившей название «Северный альянс», и движением религиозных фундаменталистов, известных как «Талибан».
- Война в Афганистане (2001—2021) — военные действия Международных сил содействия безопасности (ISAF) при поддержке армии Исламской Республики Афганистан против боевиков «Талибана», обвинённых по результатам расследования терактов 11 сентября 2001 года в укрывательстве террористов и пособничестве распространению фундаментализма. «Талибан» перешёл к партизанской войне.
  - Наступление «Талибана» (2021) — после начала вывода американских войск из страны 1 мая 2021 года, конфликт перешёл в новую фазу. Боевики террористической организации «Талибан» активизировались и к 15 августа захватили Кабул, восстановив в Афганистане Исламский Эмират.
  - Панджшерский конфликт — конфликт между сторонниками «Талибана» и приверженцами Исламской Республики Афганистан, начавшийся после окончательного ухода войск НАТО из страны.
- Конфликт между Исламским государством и Талибаном — новая фаза гражданской войны в Афганистане.

## Краткая предыстория
С 1933 по 1973 годы в Афганистане был длительный период мира и относительной стабильности. В то время страна являлась монархией, которой руководил король Захир-шах, принадлежащий к афганской династии Баракзай. В 1960-е годы, в Афганистане, который являлся конституционной монархией, проходят относительно свободные парламентские выборы.
Захир-шах, который стал последним королём Афганистана, был мирно свергнут своим двоюродным братом, принцем (сардаром) Мухаммедом Даудом в 1973 году после того, как поднялась волна недовольства монархией в городских районах Афганистана. В стране произошло несколько скандалов и обвинений в коррупции и в проведении плохой экономической политики в отношении правящей династии. М.Дауд превратил монархию в республику и стал первым президентом Афганистана. Он был поддержан фракцией Народно-демократической партии Афганистана (НДПА), коммунистической партией, которая была основана в 1965 году и имеет прочные связи с Советским Союзом. Неаматолла Ноджуми пишет в своей книге «Подъём талибов в Афганистане: Массовая мобилизация, гражданская война, и будущее региона»:

Создание Республики Афганистан увеличило советские инвестиции в Афганистан и влияние НДПА в военных и гражданских органах правительства.

К 1976 году, встревоженный растущей мощью НДПА и сильной привязанностью партии к Советскому Союзу, Дауд пытался уменьшить влияние НДПА. Он уволил членов НДПА с правительственных постов, назначив вместо них консервативно настроенные элементы, и, наконец, объявил о роспуске НДПА и аресте высокопоставленных членов партии.
За этими событиями последовала Апрельская революция и начало активного вооружённого конфликта. 27 апреля 1978 года НДПА и лояльные ей воинские части, убили Дауда, его ближайших родственников и телохранителей в противостоянии, и заняли столицу — Кабул. НДПА выбрала момент для переворота: выходные дни, когда многие государственные служащие отдыхают; Дауд был не в состоянии полностью активировать верные ему подразделения вооруженных сил, чтобы противостоять перевороту.
Есть мнение, что новое правительство НДПА, во главе с революционным советом, не пользовалось поддержкой масс. Из-за этого вскоре была объявлена и реализована доктрина, которая подразумевала борьбу против любого политического инакомыслия, будь то внутри или вне партии. Первый коммунистический лидер в Афганистане, Нур Мохаммад Тараки, был арестован, а потом убит Амином. Амин был известен своими свободолюбивыми и националистическими взглядами, а также был замечен многими как безжалостный лидер. Он был обвинён в убийстве десятков тысяч мирных афганцев, заключённых в Пули-Чархи и других тюрьмах. Утверждается, что были казнены 27 000 политических заключённых Пули-Чархи.